# Вернбург
Вернбург (нем. Wernburg) — община в Германии, в земле Тюрингия.
Входит в состав района Заале-Орла. Подчиняется управлению Оппург. Население составляет 705 человек (на 31 декабря 2010 года). Занимает площадь 6,84 км².